# Lil Hawthorne

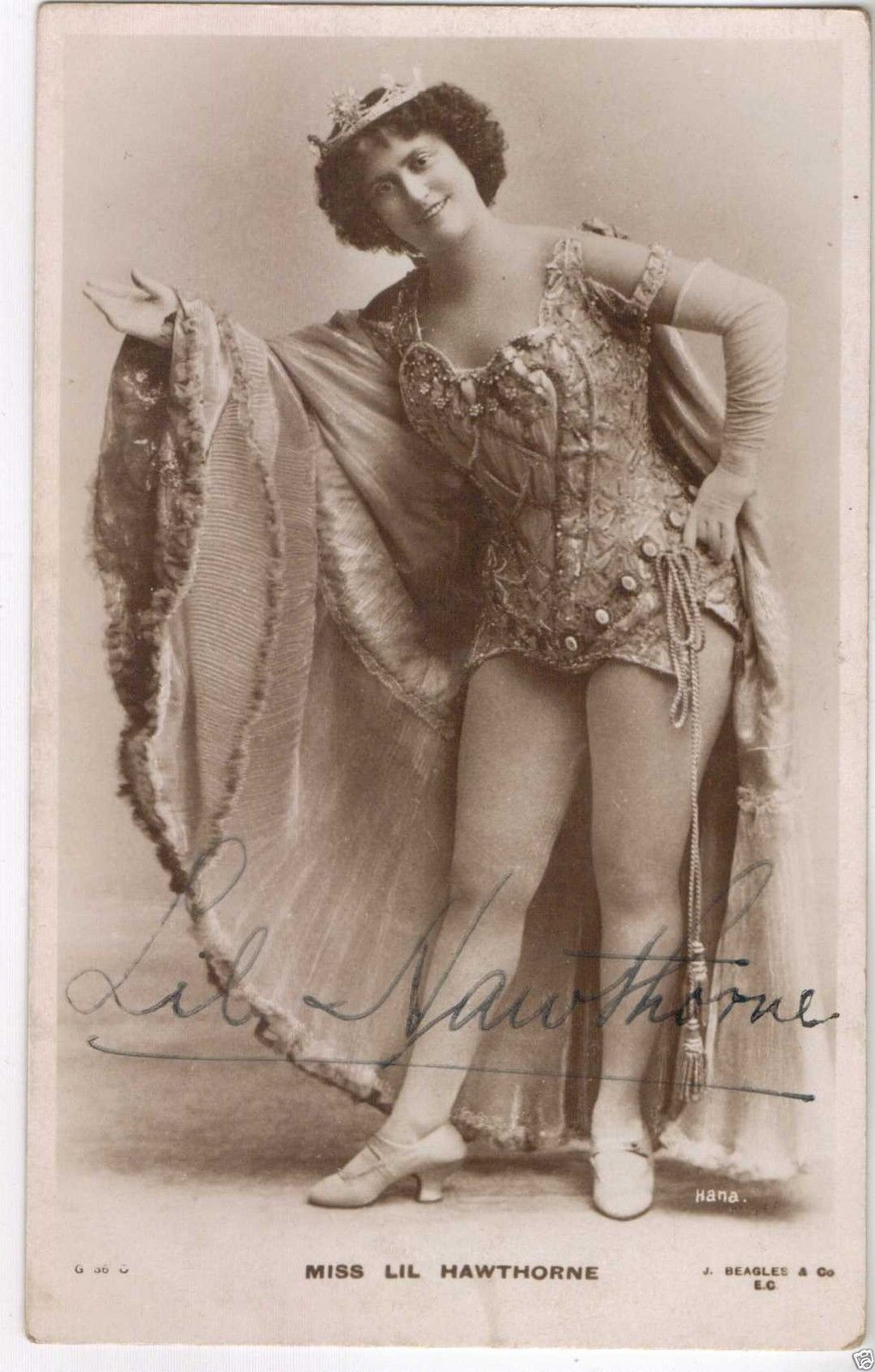
Lil Hawthorne, Postkarte mit Autogramm (um 1905)

Lil Hawthorne (* 1877 in den USA als Lillian Hawthorne; † 1926) war eine in den USA geborene britische Varietékünstlerin, Sängerin und Pantomimin. Im Jahr 1910 war sie daran beteiligt, Hawley Crippen für den Mord an seiner Frau Cora Henrietta Crippen, einer guten Freundin Hawthornes, vor Gericht zu bringen.

## Biografie
Lil Hawthorne wurde 1877 in den Vereinigten Staaten geboren; über ihren Geburtsort gibt es unterschiedliche Angaben. Sie begann ihre Varieté-Karriere in Amerika im Alter von 14 Jahren als Teil des Gesangs- und Tanztrios „The Hawthorne Sisters“ mit ihren Schwestern Eleanor und Adelaide. Sie traten in den USA auf, bevor sie Mitte der 1890er Jahre nach England zogen und dort auftraten. Nach der Heirat und der Rückkehr ihrer Schwestern nach Amerika blieb Lil Hawthorne im Vereinigten Königreich, wo sie bald in Music Halls im ganzen Land beliebt wurde.
1899 heiratete sie John Edward Nash (1863–1934), der ihr Manager wurde. Einer ihrer bekanntesten Songs wurde Sweet Rosie O’Grady (geschrieben von Maude Nugent), den sie 1899 für die Berliner Gramophone aufnahm.
Hawthorne war eine enge Freundin von Cora Henrietta Crippen (geb. Corrine Turner, Künstlername „Belle Elmore“), Ehefrau und Mordopfer von Hawley Harvey Crippen. Hawthorne und Elmore waren Mitglieder der Music Hall Ladies’ Guild. Elmores Verschwinden wurde von ihrer Freundin Kate Williams, besser bekannt als Vulcana, angezeigt. Die Polizei nahm die Angelegenheit jedoch erst ernst, als Hawthorne und ihr Ehemann, die persönliche Freunde von Scotland Yard Superintendent Frank Froest waren, in der Sache intervenierten. Sie konnten nachweisen, dass seine Frau entgegen Crippens gegenteiliger Behauptung nicht in Amerika gestorben war.
Da sie wegen der Termine bei der Polizei und vor Gericht Einnahmeverluste erlitten hatten, genehmigte das britische Finanzministerium am 7. April 1911 die Zahlung von 100 £ an Lil Hawthorne und John Nash.
Um 1915 verließen Hawthorne und ihr Mann schließlich Großbritannien und kehrten nach Amerika zurück.
Lil Hawthorne starb 1926 im Alter von 49 Jahren.